# Marta Alemayo
Marta Alemayo (amharisch ማርታ አለማዮ; * 8. April 2008) ist eine äthiopische Leichtathletin, die sich auf den Langstreckenlauf spezialisiert hat.

## Sportliche Laufbahn
Erste internationale Erfahrungen sammelte Marta Alemayo bei den Crosslauf-Weltmeisterschaften 2024 in Belgrad, bei denen sie nach 19:28 min die Goldmedaille im U20-Rennen gewann und sich auch in der Teamwertung die Goldmedaille sicherte. Im April siegte sie in 15:14,54 min im 5000-Meter-Lauf beim Kip Keino Classic sowie in 14:39,61 min beim Meeting International d'Athlétisme de la Province de Liège. Im August gewann sie bei den U20-Weltmeisterschaften in Lima in 8:50,32 min die Bronzemedaille im 3000-Meter-Lauf.

## Persönliche Bestzeiten
- 3000 Meter: 8:45,4 min, 3. Juli 2024 in Hawassa
- 5000 Meter: 14:39,61 min, 19. Juni 2024 in Lüttich